# Maciej Franz
Maciej Franz (né à Toruń en 1969) - est un historien polonais, expert des guerres maritimes et des Zaporogues, professeur à l'université Adam Mickiewicz de Poznań.
Il a étudié à Poznań. Il a fini le Département d'Histoire[pas clair] à l'université Adam Mickiewicz de Poznań. Entre 1993-2007 il enseigne au lycée à Bolechowo près de Poznań. Il a enseigné l'histoire militaire à l'université de Poznań. Il membre de l'Instytut im. gen. Stefana Grota Roweckiego dans Leszno et le solide co[Quoi ?] - l'ouvrier magazine Okręty Wojenne.

## Titres scientifiques
- Habilitation – (depuis 7 novembre 2007)
- Doctorat (depuis 7 juin 1999): Wojskowość Kozaczyzny Zaporoskiej. (Geneza i charakter), Uniwersytet im. Adama Mickiewicza; Wydział Historyczny; Instytut Historii, 1999

## Publications scientifiques importantes
- Wojskowość Kozaczyzny Zaporoskiej. (Geneza i charakter), Toruń 2002
- Rosyjskie okręty lotnicze do 1941 roku, [w:] Okręty Wojenne, Tarnowskie Góry 2002;
- Bitwy pod Żółtymi Wodami i Korsuniem – kampania hetmana wielkiego koronnego Mikołaja Potockiego na Ukrainie w 1648 roku, [w:] Historia bliższa i dalsza.
- Polityka – Społeczeństwo – Wojskowość. Studia z historii powszechnej i Polski, Poznań–Kalisz 2001

## Livres
- Wojskowość Kozaczyzny Zaporoskiej w XVI-XVII wieku
- Amerykańskie lotniskowce LEXINGTON i SARATOGA
- Mare Integrans. Studia nad dziejami wybrzeży Morza Bałtyckiego
- Idea państwa kozackiego na ziemiach ukraińskich w XVI–XVII wieku